# Passalus lanei
Passalus lanei là một loài bọ cánh cứng trong họ Passalidae. Loài này được Pereira miêu tả khoa học năm 1939.